# レーザ (イタリア)
レーザ（伊: Lesa）は、イタリア共和国ピエモンテ州ノヴァーラ県にある、人口約2,200人の基礎自治体（コムーネ）。

## 地理

### 位置・広がり
| 隣接するコムーネは以下の通り。括弧内のVBはヴェルバーノ・クジオ・オッソラ県、VAはヴァレーゼ県所属を示す。 - ベルジラーテ (VB) - ブロヴェッロ＝カルプニーノ (VB) - イスプラ (VA) - マッシーノ・ヴィスコンティ - メイナ - ネッビウーノ - ランコ (VA) - ストレーザ (VB) |

## 行政

### 分離集落
レーザには、以下の分離集落（フラツィオーネ）がある。
- Calogna, Comnago, Solcio, Villa Lesa